# Pasticcio di maccheroni alla ferrarese
Il pasticcio di maccheroni alla ferrarese, chiamato anche pasticcio di maccheroni o pasticcio alla ferrarese (o pastiz in dialetto ferrarese), è un primo piatto tipico della città di Ferrara. Si presenta come un involucro di pasta frolla dolce o salata a forma di cupola ripieno di maccheroni, ragù, besciamella e tartufo, il tutto cotto al forno in un apposito contenitore di rame. La sua particolarità risiede nell'accostamento fra il dolce dato dalla pasta frolla con il salato del ripieno. Data la sua complessità di esecuzione, viene ritenuto un piatto molto raffinato e necessita di una buona manualità nelle fasi di preparazione.

## Origini

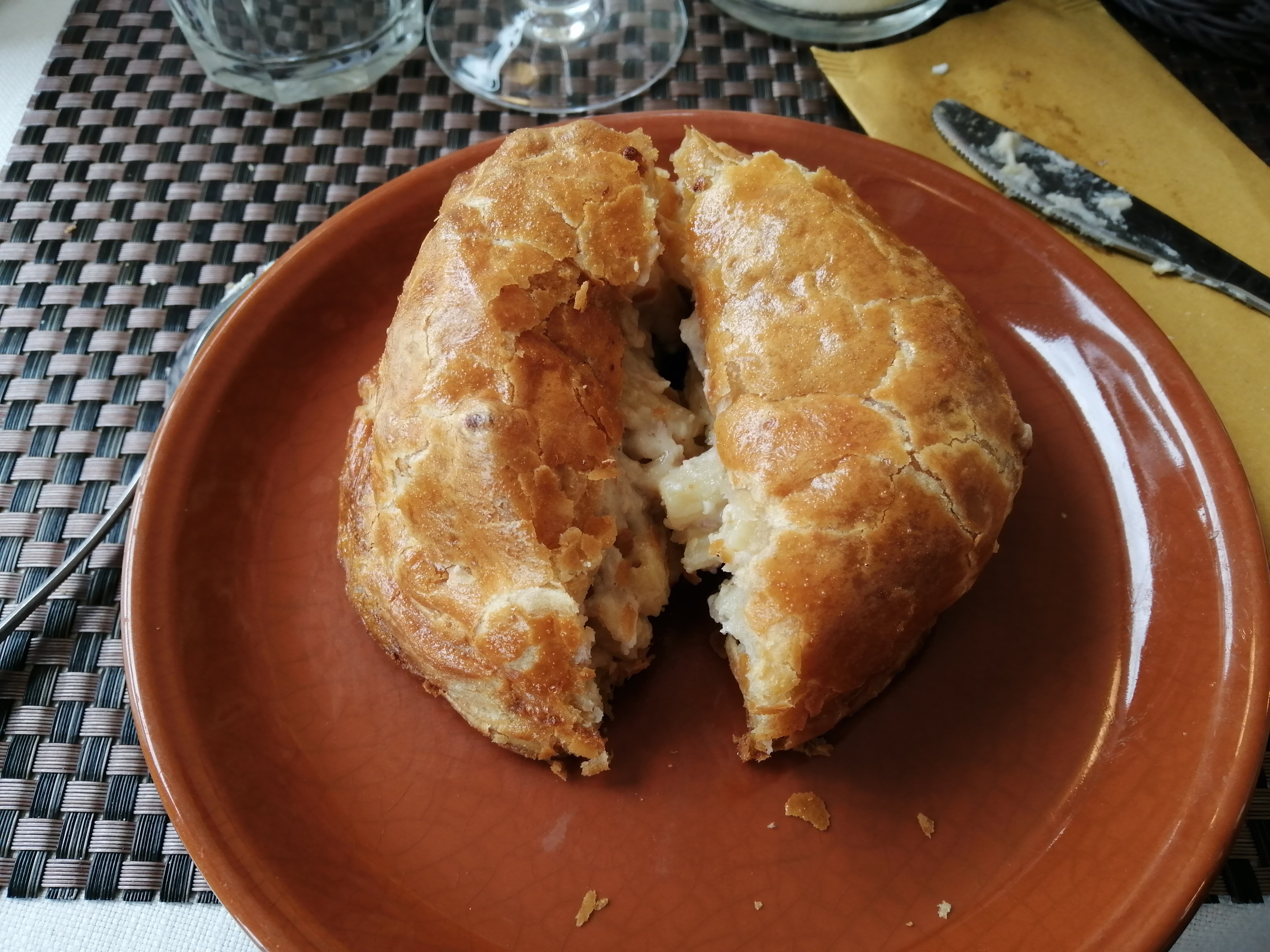
Pasticcio di maccheroni alla ferrarese

La storia del pasticcio ferrarese risale al Rinascimento quando, nelle corti ducali, vi era la consuetudine di preparare pietanze fatte con ingredienti diversi al fine di poterli conservare nel tempo, da qui la forma a cupola che serve appunto a "racchiudere" gli ingredienti. Una prima testimonianza del pasticcio arriva dall'antica ricetta del pastelle, appartenente al cuoco della corte estense Cristoforo di Messisbugo. Sebbene il termine "pasticcio" fosse assai diffuso in tutta Italia per indicare proprio questo tipo di pietanze, quello ferrarese subì invece delle modifiche derivanti dalle vicende politiche e culturali fra la corte degli Este e quella di Napoli: infatti, Eleonora d'Aragona, figlia di Ferdinando I di Napoli, sposa Ercole I d'Este nel 1473, dando quindi vita a scambi culturali fra le due signorie . Questo spiegherebbe l'inserimento nella ricetta del pasticcio dei maccheroni, che erano un tipo di pasta diffusa al sud e che ebbero i natali o nella cucina napoletana o in quella siciliana. La ricetta del pasticcio subì quindi varie modifiche sino ad arrivare al 1700, quando iniziarono a circolare le prime ricette documentate.
Il pasticcio di maccheroni si presenta come un piatto dalla preparazione molto laboriosa e che coniuga l'accostamento fra dolce e salato.

## Ingredienti e preparazione
Il pasticcio di maccheroni necessita di una lunga lavorazione dovuta alle diverse tipologie di ingredienti che occorrono. Esso si compone di tre parti principali: l'involucro di pasta frolla, il contenuto (ovvero i maccheroni) e il condimento (cioè i funghi secchi). A questi ingredienti vanno aggiunti il ragù, la besciamella, il parmigiano e le scaglie di tartufo.
Secondo la tradizione, la cottura del pasticcio deve avvenire in un apposito tegame in rame stagnato detto appunto piatto da pasticcio, il quale permette un'adeguata cottura del composto. 
Inoltre, in base alla famiglia che lo preparava, ogni pasticcio di maccheroni recava sulla pasta frolla una decorazione diversa data proprio dal contenitore di rame, modellato a piacimento.